# Oui, mais…
Pour plus de détails, voir Fiche technique et Distribution.
Oui, mais… est un film français écrit et réalisé par Yves Lavandier, sorti en 2001.
Une adolescente de 17 ans mal dans sa peau entreprend une thérapie brève avec un psychothérapeute chaleureux, compétent et plein d’humour.

## Synopsis
Oui, mais… mélange de manière humoristique une intrigue sentimentale entre adolescents, les différentes étapes d’une thérapie et la description illustrée des mécanismes de l’inconscient. La thérapie décrite dans le film est une thérapie brève (et non une psychanalyse), avec ses multiples techniques : analyse transactionnelle, psychologie de la forme, hypnose ericksonienne, injonctions paradoxales, thérapie systémique, humour, visualisation.
Oui, mais… se distingue de la plupart des films mettant en scène une psychothérapie (en particulier Will Hunting) en ceci que son psy ne vit ni conflit ni évolution. C’était une volonté affichée de l’auteur de ne présenter de son thérapeute que ce qu’un patient en découvre quand il vient consulter, c’est-à-dire pas grand-chose. Ainsi, même si l’on devine que Moenner est un homme comme les autres, avec ses souffrances et ses zones d’ombre, le film n’explore rien de son histoire. En procédant de la sorte, Yves Lavandier a pris le risque de frustrer le spectateur qui a souvent besoin d’en savoir plus sur les personnages importants d’un récit mais il voulait offrir un portrait, plus juste à ses yeux, de ce que peut être une psychothérapie.

## Fiche technique
- Titre : Oui, mais…
- Réalisation : Yves Lavandier
- Scénario : Yves Lavandier
- Production : François Kraus et Denis Pineau-Valencienne (Les Films du kiosque)
- Musique : Philippe Rombi
- Photographie : Pascal Caubère
- Montage : Dominique Pétrot
- Assistant-réalisateur : Philippe Bourdais
- Scripte : Florence Mettler
- Pays d'origine :  France
- Format : couleurs
- Genre : comédie
- Durée : 104 minutes
- Dates de sortie : 18 avril 2001 (France), 25 avril 2001 (Belgique)

## Distribution
- Émilie Dequenne : Églantine Laville
- Gérard Jugnot : Erwann Moenner
- Alix de Konopka : Mme Laville
- Cyrille Thouvenin : Sébastien
- Patrick Bonnel : M. Laville
- Vanessa Jarry : Françoise
- Xavier de Guillebon : M. Chanteau
- Anna Gaylor : la femme en pleurs
- Arnaud Viard : le professeur d'Histoire-Géo
- Fabienne Saint-Pierre : Mireille

## Accueil professionnel
Pour Francis Veber, « Yves Lavandier n'est pas seulement un théoricien du scénario, c'est aussi un authentique auteur de film. Si je pouvais m'attendre à ce que son travail soit bien structuré, j'ai été surpris par son humour et par son sens de la scène. Celle du laboratoire de langues, par exemple, en est une parfaite illustration. Mélange réussi entre La Boum, Will Hunting et Mon oncle d'Amérique, Oui, mais… est à la fois intelligent et accessible, pédagogique et spectaculaire. »
Pour Jean-François Zygel, « Oui, mais… pourrait être déclaré « d'utilité publique ». […] Yves Lavandier tient parfaitement bien l'équilibre entre le fond et le théâtre. Le rythme, les acteurs, la réalisation, sont excellents d'une part ; les questions posées pertinentes, intelligentes et sensibles d'autre part. Du grand art ! »
Pour Richard Fisch (psychiatre, directeur du Mental Research Institute de Palo Alto), « Oui, mais… est le portrait le plus réaliste d'un psychothérapeute que j'ai jamais eu l'occasion de voir sur une scène ou sur un écran. Le film évite la romantisation du psy, comme on le voit si souvent, ou encore sa caractérisation en gourou qui a tout vu et tout compris. […] Oui, mais… est un petit joyau. »

## Distinctions
- Prix du public en 2001 au Festival de La Foa
- Prix du public en 2002 au Festival de films Cinemania de Montréal
- Prix de la meilleure actrice pour Émilie Dequenne en 2002 au Festival d'Avanca
- Prix spécial du jury en 2002 au Festival d'Avanca

## Autour du film
- Au début du film, Yves Lavandier, l'auteur-réalisateur, fait une apparition en patient faussement vindicatif. Impressionné par la performance, Gérard Jugnot lui proposera en 2001 de jouer le rôle de son frère dans Monsieur Batignole.
- Avec humour, Gérard Jugnot a fait remarquer que c'est la première fois de sa carrière qu'il interprète un personnage plus intelligent que lui.[réf. souhaitée]
- Le film a fait l'objet d'une adaptation théâtrale conçue et mise en scène par Anne-Sophie Collard. Plusieurs représentations ont été jouées à Ath (Belgique) en novembre 2015.

## Édition DVD
Oui, mais… a été édité en DVD par France Télévisions en 2002 puis par Le Clown & l'Enfant en 2008.
Les suppléments comportent :
- trois séquences coupées et commentées par l'auteur ;
- un bêtisier ;
- un test de personnalité intitulé « Quelle est votre position existentielle favorite ? ».